# Moving Malcolm
Moving Malcolm ist eine kanadische Filmkomödie von Benjamin Ratner aus dem Jahr 2003.

## Handlung
Der Schriftsteller Gene Maxwell hat dominante Eltern Gisha und George sowie eine autistische Schwester, Jolea. Seine ehemalige Verlobte Liz Woodward muss verreisen und fragt Gene, ob er beim Umzug ihres Vaters Malcolm helfen könne. Er willigt ein in der Hoffnung, sie dadurch zurückzugewinnen.

## Kritiken
Derek Tse schrieb auf Jam! Movies, der Film sei für eine Komödie nicht besonders komisch. Es gebe nur wenige gelungenen Gags. Die Filmlänge scheine viel länger als sie sei. Die Darstellungen seien gut – vor allem jene von Ratner, Berkley und Neville. Dies würde jedoch nicht ausreichen, um den Film zu retten.

## Auszeichnungen
Benjamin Ratner gewann im Jahr 2003 einen Preis des World Film Festivals und 2004 einen Preis des Washington DC Independent Film Festivals. Rebecca Harker gewann 2004 den Vancouver Film Critics Circle Award und den Preis der Jury des Hertfordshire Film Festivals, außerdem wurde sie 2004 für den kanadischen Leo Award nominiert.

## Hintergrund
Für die Rolle von Liz Woodward wurde zuerst Jennifer Beals verpflichtet. Aufgrund der Terminprobleme verzichtete sie auf die Mitarbeit und empfahl für diese Rolle die mit Beals befreundete Elizabeth Berkley.
Der Film wurde in Vancouver mit einem Budget von schätzungsweise einer Million US-Dollar gedreht. Er hatte seine Weltpremiere am 30. August 2003 auf dem World Film Festival in Montreal (Montréal Film Festival). Am 8. Oktober 2003 wurde er auf dem Vancouver International Film Festival vorgeführt, danach folgte die Teilnahme an zahlreichen anderen Filmfestivals.